# Selección de hockey sobre hielo de la República Checa
La Selección de hockey sobre hielo de la República Checa, es el equipo masculino de Hockey sobre hielo representativo de la República Checa. Es representada por la Asociación Checa de Hockey sobre Hielo. La República Checa, junto a Canadá, Suecia, Rusia, Estados Unidos y Finlandia, es parte de las "Seis Grandes" selecciones del hockey sobre hielo.
La selección checa tuvo su primer partido oficial en 1993 contra Rusia, poco después de la disolución de Checoslovaquia. Los checos, aunque compartieron muchos años con jugadores de Eslovaquia en la selección oficial, son los herederos deportivos de la extinta selección de Checoslovaquia, que tenía un amplio palmarés en los Campeonatos Mundiales con 6 medallas de oro, 12 de plata y 16 de bronce; y en los Juegos Olímpicos con 4 medallas de plata y 4 de bronce. Los checos tuvieron su primera participación en Juegos Olímpicos en Lillehammer 1994, terminando en quinto lugar. Para los juegos de Nagano 1998, los checos consiguieron la medalla de oro venciendo en la final a Rusia, consiguiendo también en Turín 2006 la medalla de bronce. En cuanto a mundiales, República Checa acumula seis medallas de oro, una de plata y cinco de bronce.  

## Registro Olímpico
| Año                 | Resultado                        | Resultado                        | Resultado                        | Resultado                        |
| ------------------- | -------------------------------- | -------------------------------- | -------------------------------- | -------------------------------- |
| 1920-1992           | Participando como Checoslovaquia | Participando como Checoslovaquia | Participando como Checoslovaquia | Participando como Checoslovaquia |
| Lillehammer 1994    | 5° Lugar                         | 5° Lugar                         | 5° Lugar                         | 5° Lugar                         |
| Japón 1998          | Primer lugar                     | Primer lugar                     | Primer lugar                     | Primer lugar                     |
| Salt Lake City 2002 | 7° Lugar                         | 7° Lugar                         | 7° Lugar                         | 7° Lugar                         |
| Turín 2006          | Tercer lugar                     | Tercer lugar                     | Tercer lugar                     | Tercer lugar                     |
| Vancouver 2010      | 7° Lugar                         | 7° Lugar                         | 7° Lugar                         | 7° Lugar                         |
| Sochi 2014          | 6° Lugar                         | 6° Lugar                         | 6° Lugar                         | 6° Lugar                         |
| Participaciones     | Oro                              | Plata                            | Bronce                           | Total                            |
| 6                   | 1                                | 0                                | 1                                | 2                                |

- Datos: Q754410
- Multimedia: Czech Republic men's national ice hockey team / Q754410